# Hillcrest (San Diego)
Pour les articles homonymes, voir Hillcrest.
Hillcrest est un quartier de San Diego, en Californie, au nord-ouest du parc Balboa et au sud de Mission Valley.